# Дрезна (станція)
Дрезна (рос. Дрезна) — вузлова станція Горьківського напрямку Московської залізниці в однойменному місті міського округу Лікіно-Дульово Московська область, Росія. Входить до складу Московсько-Курського центру організації роботи залізничних станцій ДЦС-1 Московської дирекції управління рухом. За основним характером роботи є проміжною, за обсягом роботи віднесена до 4 класу.
Відстань до вузлової станції Орєхово-Зуєво — 9 км.
Відстань до станції Москва-Курська — 80 км.
Експреси «Москва — Владимир» і «Москва — Орєхово-Зуєво» проходять без зупинки.
Від станції у східному напрямку відходить одноколійна (з розв'язкою з головним ходом) сполучна лінія до південної частини сортувальної станції Орехово-Зуєво на Великому кільці МЗ (до парку прибуття).